# Viktor Kühne
Otto Viktor Kühne  (n. 28 martie 1857, Mogilno – d. 19 februarie 1945) a fost unul dintre generalii Armatei Imperiale Germane din Primul Război Mondial. 
A îndeplinit funcția de comandant al Comandamentului General 54 Rezervă în campania acestuia din România, având gradul de general-locotenent.